# John Buchanan
John MacLennan Buchanan (nascido em 22 de abril, 1931) é um político do Canadá que foi Premier da Nova Scotia de 1978 a 1990 e foi membro do Senado do Canadá de 1990 a 2006.